# Collema neglectum
Collema neglectum är en lavart som beskrevs av Degel. Collema neglectum ingår i släktet Collema och familjen Collemataceae.   Inga underarter finns listade i Catalogue of Life.